# Hermann Zumpe
Hermann Zumpe (født 9. april 1850 i Oppach, død 4. september 1903 i München) var en tysk dirigent og komponist.
Zumpe assisterede Richard Wagner 1873-76 i Bayreuth ved færdiggørelsen af Nibelungen-partiturerne. Han var siden teaterkapelmester i forskellige byer og blev hofkapelmester i Stuttgart 1891, dirigent for Kaimkoncerterne i München 1895, hofkapelmester i Schwerin 1897 og i München (med titel af generalmusikdirektor) 1900. Zumpe var en meget anset Wagner-dirigent. Han komponerede sange, operaer og nogle operetter (blandt dem Farinelli, 1886; opført i Stockholm 1888).